# اینسین کلاون پاسی
اینسین کلاون پاسی (به انگلیسی: Insane Clown Posse) که اغلب به‌طور مختصر آی‌سی‌پی نامیده می‌شود، یک گروهٔ دونفره هیپ هاپ آمریکایی می‌باشد.